# Schulenburg
Pour les articles homonymes, voir Schulenburg (homonymie).
La ville de Schulenburg est située dans le comté de Fayette, dans l’État du Texas, aux États-Unis. Sa population s’élevait à 2 852 habitants lors du recensement de 2010, estimée à 2 929 habitants en 2016.

## Histoire

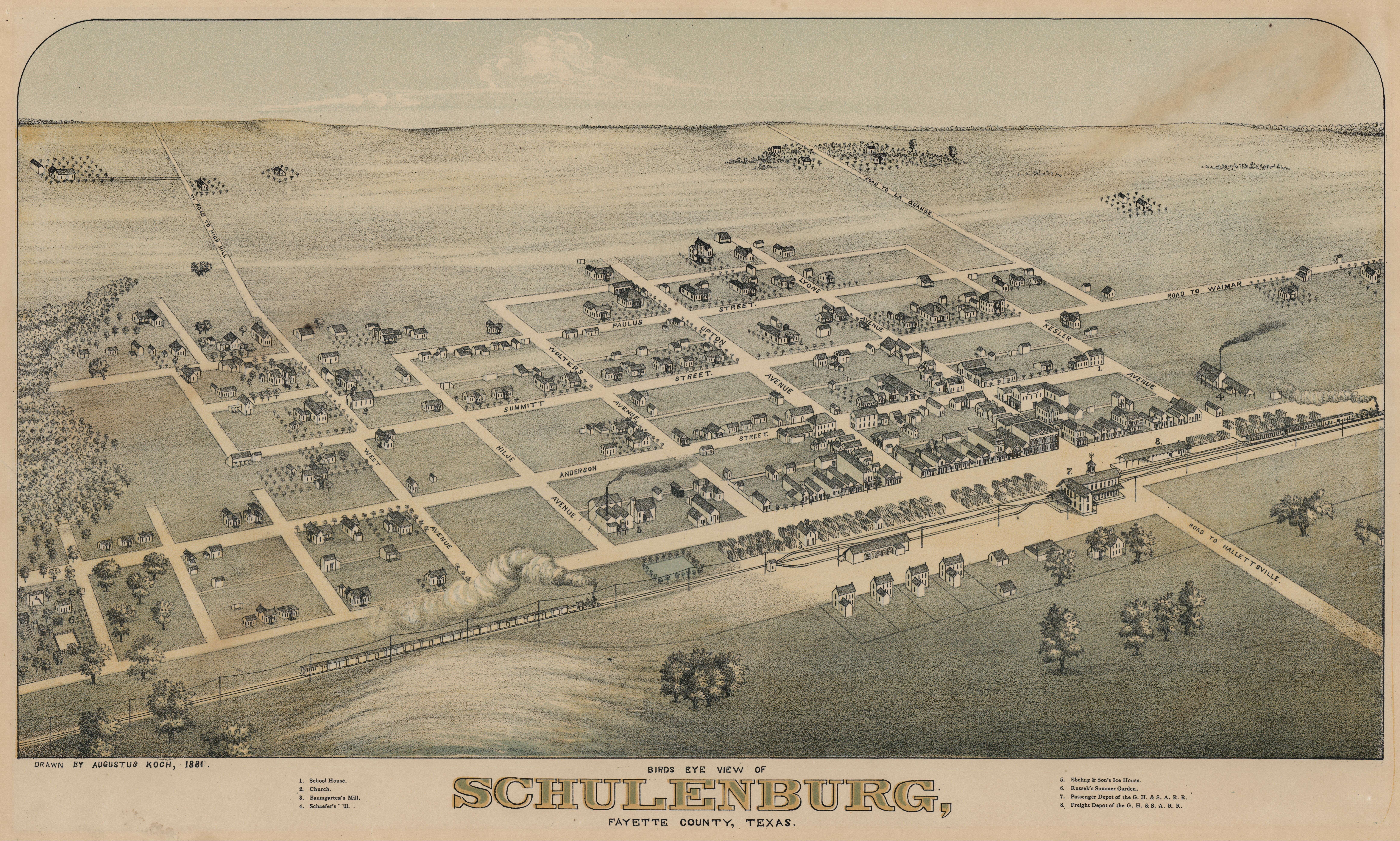
Carte de Schulenburg en 1881

Le premier train est arrivé à Schulenburg le 1er janvier 1873.
La ville a été incorporée le 24 mai 1875.

## Démographie
| Groupe            | Schulenburg | Texas | États-Unis |
| ----------------- | ----------- | ----- | ---------- |
| Blancs            | 69,0        | 70,4  | 72,4       |
| Afro-Américains   | 16,0        | 11,9  | 12,6       |
| Autres            | 11,6        | 10,6  | 6,4        |
| Métis             | 2,0         | 2,7   | 2,9        |
| Amérindiens       | 1,0         | 0,7   | 0,9        |
| Asiatiques        | 0,3         | 3,8   | 4,8        |
| Total             | 100         | 100   | 100        |
|                   |             |       |            |
| Latino-Américains | 23,6        | 37,6  | 16,7       |

Selon l'American Community Survey pour la période 2011-2015, 82,92 % de la population âgée de plus de 5 ans déclare parler l'anglais à la maison, 15,50 % déclare parler l'espagnol, 0,92 % le tchèque, 0,42 % l'allemand, 0,23 % et l'italien.
Le revenu par habitant était en moyenne de 20 484 dollars par an entre 2012 et 2016, inférieur à la moyenne du Texas (27 828 dollars), et à la moyenne nationale (29 829 dollars). Sur cette même période, 12,4 % de Schulenburg vivaient sous le seuil de pauvreté (contre 16,7 % dans l'État et 12,7 % à l'échelle des États-Unis).